# القرية (كشر)

تعديل مصدري - تعديل

القرية هي إحدى قرى عزلة عاهم بمديرية كشر التابعة لمحافظة حجة، بلغ تعداد سكانها 256 نسمة حسب تعداد اليمن لعام 2004.